# K2-18
K2-18, també conegut com a EPIC 201912552, és una nana vermella a situada 124 anys llum (38 parsecs) de la Terra, a la constel·lació de Leo.

## Sistema planetari
L'estrella té un exoplaneta, anomenat K2-18b, una súper-Terra situada dins de la zona habitable de K2-18. És el primer exoplaneta de la zona habitable, tot i que un subneptú ric en hidrogen, es descobreix aigua a la seva atmosfera. L'estrella també té un segon planeta K2-18c, que està demostrat per la simulació de marees del sistema que és un petit gegant de gas.
| Companya (per ordre des de l'estrella) | Massa                | Semieix major (ua)    | Període orbital (dies)   | Excentricitat | Inclinació | Radi                   |
| -------------------------------------- | -------------------- | --------------------- | ------------------------ | ------------- | ---------- | ---------------------- |
| c                                      | 5.62+0.84−{{{2}}} M⊕ | 0.0670 ± 0.0002       | 8.962+0.008−{{{2}}}      | <0.2          | —          | —                      |
| b                                      | 8.63+1.35−{{{2}}} M⊕ | 0.1591+0.0004−{{{2}}} | 32.94488+0.00281−{{{2}}} | —             | —          | 2.711+0.065−{{{2}}} R⊕ |